# 머릿니 감염

## 증상

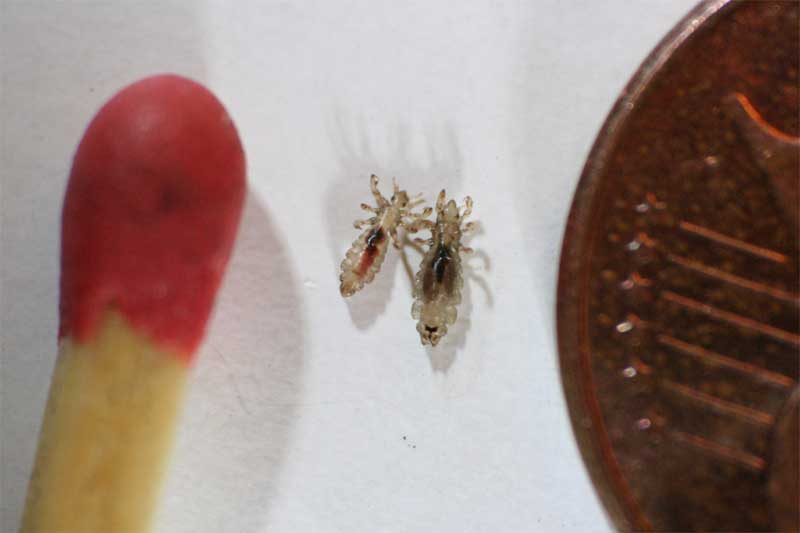
수컷 성체(왼쪽)와 암컷(오른쪽) 머릿니

머릿니는 일반적으로 불편하지만 심각한 상태는 아니다. 가장 흔한 증상은 머리 가려움증으로 초기 감염 후 3주에서 4주까지 악화된다. 물린 반응은 매우 약하고 머리카락 사이에는 거의 볼 수 없다. 머리카락을 옆으로 밀 때 머리카락을 길게 씹을 때 특히 많이 볼 수 있다. 국소 림프절과 열의 붓기는 드물다. 가려움증은 피부 붕괴를 일으킬 수 있으며 드물게 세균 감염을 일으킬 수 있다. 에티오피아에서 머릿니는 전염병 인 티푸스(louse-born episemic typhus)와 바 토넬 라 퀸 타나(Bartonella quintana)를 전염시킬 수있는 것으로 보인다. 유럽에서는 머릿니가 이 감염을 일으키지 않는 것으로 나타났다.

## 원인
머릿니는 일반적으로 감염된 사람과 직접적으로 접촉하여 퍼진다. 머리띠와 같은 침구류 또는 의복을 공유하여 전파되는 것은 훨씬 덜 일반적이다. 머릿니 감염의 원인은 청결과 관련이 없다. 모발의 길이 나 머리카락을 닦는 빈도는 감염의 위험에 영향을 미치지 않는다. 이의 체는 이미 이가 있는 사람의 신체, 의복 또는 기타 개인 용품과 직접 접촉하여 퍼진다. 감염된 사람과의 친밀한 접촉으로 가장 자주 전염된다. 머릿니는 머리카락, 이가 있는 옷, 음부 이빨은 주로 사타구니 근처의 머리카락에서 발생한다. 벼룩은 피부에 묻힐 수 없다. 인간에게 감염되는 다른 이가는 몸의 느슨 함과 게 느슨한 것이다. 이 3 종의 발톱은 특정한 모발 직경에 부착되도록 되어있다.

## 진단

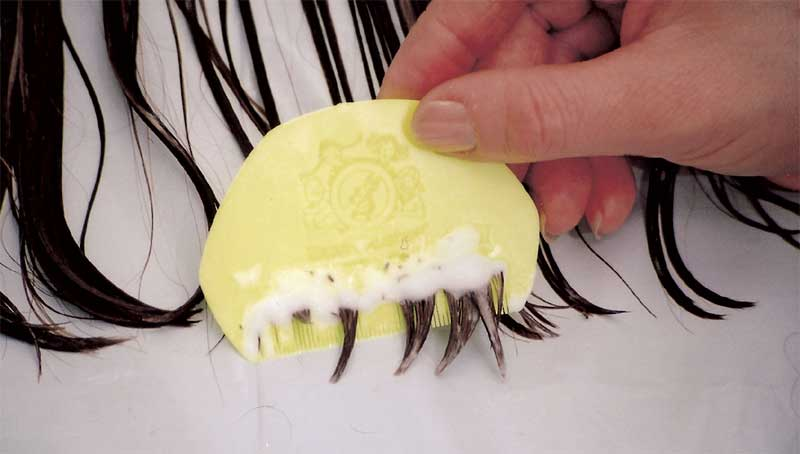
Lice comb(Bug Buster) 컨디셔너로 진단 및 치료를위한 습식 빗질. 머릿니는 거품으로 볼 수 있다

이 상태는 머리카락에 있는 이를 발견함으로써 진단된다. 빈 알을 찾는 것만으로는 충분하지 않다. 돋보기를 사용하거나 아이의 머리카락에 빗을 달아서 더 쉽게 찾을 수 있다. 의문의 여지가 있는 경우, 어린이를 보건 전문가에게 의뢰 할 수 있다. 그러나, 맹검 된 증세가 활발한 것으로 오인되고있는 상태는 과다 진단된다. 결과적으로,이 약을 죽이는 치료법은 감염되지 않은 어린이보다 더 자주 사용된다. louse comb의 사용은 살아있는 이의 검출에 가장 효과적인 방법이다. 두 방법 모두 목 주변의 귀와 목 근처에 특별한 주의를 기울여야한다. 빗의 치아 사이에 수집 된 물질을 검사하기 위해 돋보기를 사용하면 오진을 예방할 수 있다.
그러나 새끼 만의 존재는 활동적인 두부 감염의 정확한 지표가 아니다. 일반적으로 흰 새끼는 빈 계란 상자이며 갈색 새끼는 살아있는 새끼 유충을 포함 할 수 있다. 니트를 결정하는 한 가지 방법은 두 개의 손톱 사이에서 그것을 짠다는 것이다. 달걀이 터지면서 독특한 팝음을 낸다. 머리에 새끼를 낳은 아이들은 살아있는 이가나 계란에 감염 될 확률이 35-40 %이다. 이가 검출되면 가족 전체를 점검해야하며(특히 13 세 이하의 어린이)에는 빗을 사용해야하며 살아있는 이가있는 사람 만 치료해야한다. 살아있는 이가 검출되지 않는 한, 아이는 두부 감염에 대해 음성으로 간주되어야한다. 따라서 어린 아이는 머리에 살아있는 이가 발견되었을 때만 살생제로 치료해야한다.(두피가 가려워서가 아니기 때문에 머리카락에 새끼를 낳지 않아서가 아니다.)

## 예방

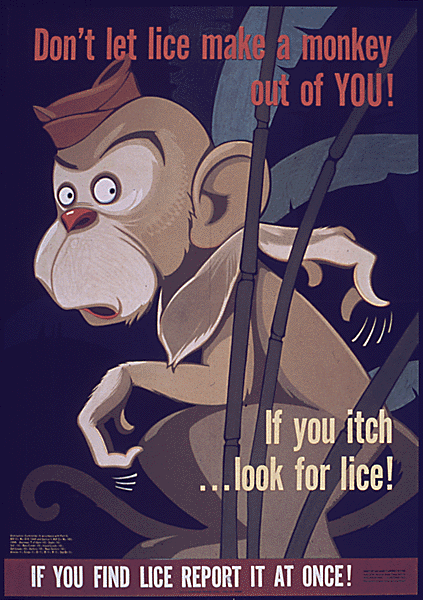
군인들 사이에서 소아마비 발병을 방지하기 위해 만든 제 2 차 세계 대전 시대의 미국 포스터

louse comb을 사용하여 정기적으로 아이의 머리를 검사하면 조기에 louse 감염을 진단 할 수 있다. 조기 진단은 치료를 쉽게하고 다른 사람들에게 감염 될 가능성을 줄인다. 미성년자의 출산이 흔한시기와 지역에서, 주간의 아동 검사, 특히 부모가 실시한 4 ~ 15세의 검사는 통제를 도울 것이다. 추가 검사는 아이가 감염된 개인과 접촉 한 경우, 아이가 자주 머리를 긁는 경우 또는 갑자기 아이의 머리카락에 나타나면 추가 검사가 필요하다. 긴 머리카락을 깔끔하게 유지하는 것은 머릿니 감염 예방에 도움이 될 수 있다.
감염된 개체와 접촉 한 옷, 수건, 침구, 빗 및 브러시는 2일 이상 방치하거나 30분 동안 60°C (140° F)에서 씻어서 소독 할 수 있다. 성충은 혈액형없이 1 ~ 2일만 살아남을 수 있으며 인체의 온기에 크게 의존하기 때문이다. 집과 가구에 대한 살충 처리는 필요하지 않다.

## 치료
머릿니에는 여러 가지 치료법이 효과적이다. 이러한 방법으로는 빗, 면도기, 의료용 크림 및 열기구가 있다. 의료용 크림은 대개 일주일에 두 번씩 치료해야한다. 머릿니는 퍼짐의 위험이 낮기 때문에 아이들을 학교에서 집을 지키는 정당화가 아니다.

### 기계적 측정
머리를 면도 효과적으로 이가를 치료할 수 있다. 몇 주 동안 하루에 몇 차례 빗질하는 습관은 사람들의 절반에 감염을 제거할 수 있다. 이를 위해서는 여분의 미세한 치아를 가진 특별한 머릿니를 사용해야한다. 이것은 임신 한 영유아에게 권장되는 방법이다. 또 다른 치료법은 헤어 드라이어로 가열된 공기를 사용하는 것이다.

### 약물
이 약을 죽일 수있는 약이 많이 있다. Dimethicone은 낮은 비율의 부작용으로 70 ~ 97 %의 효과를 나타내므로 선호하는 치료법으로 간주된다. 그것은 물리적 수단에 의해 작용하며 살충제 저항성의 증거는 없다. 이버 멕틴은 약 80 % 효과적이지만 국부적 인 피부 자극을 유발할 수 있다. 말라 티온은 약 90 %의 효과가 있지만 독성의 가능성이 있다. 퍼 메스 린(Permethrin)과 같은 피레스 로이드(pyrethroids)는 흔히 사용되는 반면, 이가 내성으로 인해 효능이 떨어진다. 유효성은 연구 된 인구에 따라 10에서 80 %까지 다양하다. 로션 내의 약제는 샴푸 내에서보다 효과가있는 것으로 나타났다. 벤질 알코올은 효과적으로 보일 수 있으나 표준 치료법보다 나은지는 분명치 않다.

### 대체의학
티 트리 오일은 머릿니 치료제로 홍보되고 있다. 그러나 그 효과에 대한 명확한 증거는 없다. 금주의 치료에 대한 2012년 리뷰는 금기 때문에 피부 자극이나 알레르기 반응을 일으킬 수 있고 기름의 안전과 효과에 대한 지식이 부족하기 때문에 어린이를위한 티 트리 오일의 사용을 권장했다. ] 식초, 이소 프로필 알콜, 올리브 오일, 마요네즈 또는 샤워 캡 밑에 녹은 버터와 같은 기타 가정 요법은 반증되었다. 질병 통제 예방 센터(CDC)는 수영이 이가에 영향을 미치지 않으며 일부 치료의 효과를 감소시킬 수 있다고 말한다.

### 환경
치료를 마친 후, 사람들은 종종 자동차 좌석, 코트 두건 및 소파와 같이 머리가 깔린 모든 부위를 씻으라는 지시를받는다. 하지만 성인 이가 없으면 2일 이내에 피없이 죽을 것이므로 항상 필요한 것은 아니다. 식사 및 새롭게 부화 한 이가 부화 한 지 몇 분 만에 죽는다. 빗이나 빗질은 5 ~ 10분 동안 끓는 물에 흘려 보낼 수 있다. 얼음 결정이 이의 세포 내에 형성되도록하기 위해 물의 빙점보다 훨씬 낮은 24시간 동안 항목을 동결시킬 수 있다.

## 역학
필요] 4 세에서 13 세 사이의 어린이가 가장 많이 감염된 그룹이다. 미국에서는 아프리카 계 미국인 어린이가 감염율이 낮다.

영국의 국민 건강 보험(National Health Service)과 미국의 여러 보건 당국은 이가 더 붙이기 쉽고 물가에 달라 붙기 쉽기 때문에 깨끗한 머리카락을 선호한다고보고했다. 그러나, 이것은 종종 논쟁의 대상이 된다.

머릿니(Pediculus humanus capitis)의 감염은 3-10 세 아동과 그 가족에서 가장 흔하게 발생한다. 암컷은 수컷 두 번이나 수컷을 두 번이나 낳고, Afro-Caribbean이나 다른 흑인의 출현은 모발의 일관성으로 인해 거의 발생하지 않는다. 그러나이 아이들은 부화하는 새끼를 가질 수 있으며 살아있는 이가 다른 아이들에게 머리 접촉으로 옮길 수 있다.

## 사회와 문화
- Louse에게(숙녀의 모자에). 아마도 로버트 번즈(Robert Burns)의 유명한시에서 발생하는 소아 마비 포경염에 대한 가장 널리 알려진 문화적 언급일 것이다.

## 다른 동물
일반적으로 벼룩 유행은 소아 병증(pediculosis)으로 알려져 있으며 많은 포유류 및 조류 종에서 발생한다. 다른 숙주 종에 감염된 벼룩은 인간의 머릿니 감염을 유발하는 것과 동일한 유기체가 아니며, 또한 인간을 감염시키는 3 종의 쥐 종은 다른 숙주 종에 감염되지 않는다.